# Gambelia (Crotaphytidae)
Gambelia – rodzaj jaszczurek z rodziny obróżkogwanowatych (Crotaphytidae).

## Zasięg występowania
Rodzaj obejmuje gatunki występujące w Stanach Zjednoczonych i Meksyku.

## Systematyka

### Etymologia
Gambelia: William Gambel (1823–1849), amerykański podróżnik, przyrodnik i kolekcjoner.

### Podział systematyczny
Do rodzaju należą następujące gatunki:
- Gambelia copeii (Yarrow, 1882)
- Gambelia sila (Stejneger, 1890) – panterogwan tęponosy
- Gambelia wislizenii (Baird & Girard, 1852)